# Tyler Connolly
Tyler Connolly (født 26. august 1975) er forsanger og guitarist i det canadiske rockband Theory of a Deadman.
|  | Sammenskrivningsforslag Artiklen Tyler Connolly er foreslået føjet ind i Theory of a Deadman. (Siden november 2018) Diskutér forslaget Kort begrundelse: Artikel med minimalt indhold. For at undgå at dette emne bliver spredt over for mange opslag – eventuelt en omdirigering |